# 짐 파글리아로니
제임스 빈센트 "패그" 파글리아로니(영어: James Vincent "Pag" Pagliaroni, 1937년 12월 8일~2010년 4월 3일)는 미국의 프로 야구 선수이다. 1955년부터 1969년까지 메이저 리그 베이스볼(MLB)의 보스턴 레드삭스, 피츠버그 파이리츠, 오클랜드 애슬레틱스, 시애틀 파일럿츠에서 포수로 뛰었다.